# Montclar (Òlt i Garona)
Montclar (en francès Monclar) és un municipi francès situat al departament d'Òlt i Garona i a la regió de la Nova Aquitània.

## Demografia
| 1962                                       | 1968  | 1975 | 1982 | 1990 | 1999 | 2006 | 2007 |
| ------------------------------------------ | ----- | ---- | ---- | ---- | ---- | ---- | ---- |
| 1 080                                      | 1 081 | 970  | 977  | 979  | 862  | 914  | 890  |
| Des de 1962: població sense dobles comptes |       |      |      |      |      |      |      |

## Administració
| Període   | Identitat      | Partit |
| --------- | -------------- | ------ |
| 1989-2001 | Bernard Monset |        |
| 2001-     | Gérard Stuyk   |        |